# Lionel Richie
Lionel Richie, född 20 juni 1949 i Tuskegee, Alabama, är en amerikansk soul- och R&B-sångare, låtskrivare, skådespelare och skivproducent. Från och med 1968 var han medlem i funk- och soulbandet Commodores och lanserade sedan en solokarriär 1982. Han skrev 1985 välgörenhetssingeln "We Are the World" tillsammans med Michael Jackson, vilken såldes i över 20 miljoner exemplar. Richie har sålt över 100 miljoner album världen över, vilket gör honom till en av världens bäst säljande artister genom tiderna. Han är också en femfaldig Grammy Award-vinnare. 2016 tilldelades Richie Songwriters Hall of Fames finaste utmärkelse, Johnny Mercer Award.

## Biografi
Lionel Brockman Richie Jr. föddes och växte upp i Tuskegee, Alabama, som son till Alberta R. (f. Foster) och Lionel Brockman Richie Sr.
Richie tog sin examen vid Joliet Township High School. Efter framgångar som tennisspelare på Joliet mottog han ett tennisstipendium för att studera vid Tuskegee Institute, men avbröt sedan studierna där. Han övervägde att studera till präst och verka inom Episkopalkyrkan, men bestämde sig för att fortsätta att satsa på sin musikkarriär.
Under 1970-talet toppade Richie världens topplistor med Motowngruppen Commodores, som han bildat tillsammans med kompisar på Tuskegee Institute i Alabama 1968. Han solodebuterade 1982 med det självbetitlade albumet Lionel Richie. Hans karriär inom musikbranschen är lång, med varierande intensitet och popularitet. Han har bland annat spelat in musik med stora artister som Michael Jackson, som var gudfar till hans adoptivdotter Nicole Richie.
Lionel Richie har sålt omkring 100 miljoner album och vunnit fem Grammys. För sången Say You, Say Me från filmen Vita nätter har han en Oscar och en Golden Globe.

## Diskografi
- 1982 – Lionel Richie
- 1983 – Can't Slow Down
- 1986 – Dancing on the Ceiling
- 1992 – Back to Front (samlingsalbum)
- 1996 – Louder Than Words
- 1997 – Truly: The Love Songs (samlingsalbum)
- 1998 – Time
- 2000 – Renaissance
- 2002 – Encore (livealbum)
- 2004 – Just for You
- 2006 – Coming Home
- 2009 – Just Go
- 2012 – Tuskegee